# Dioscorea membranacea
Dioscorea membranacea är en enhjärtbladig växtart som beskrevs av Jean Baptiste Louis Pierre, David Prain och Isaac Henry Burkill. Dioscorea membranacea ingår i släktet Dioscorea och familjen Dioscoreaceae. Inga underarter finns listade i Catalogue of Life.